# 62ns Premis Grammy
Els 62ns Premis Grammy es van dur a terme el 26 de gener del 2020 a l'Staples Center de Los Angeles. Aquest va atorgar les millors gravacions, composicions i artistes de l'any des de l'1 d'octubre del 2018 fins al 31 d'agost del 2019. L'Alicia Keys va presidir el concurs.
La cantant i compositora Lizzo va rebre vuit nominacions, sent l'artista més nominada, seguida per Billie Eilish i Lil Nas X amb sis cadascú. L'Eilish i el seu germà Finneas van rebre el major nombre de premis, amb cinc cadascú. A més a més, L'Eilish ha sigut la segona artista de la història que ha guanyat les quatre categories principals en el mateix any: Gravació de l'any, Àlbum de l'any, Cançó de l'any i Millor nou/va artista.
El concurs es va dur a terme el mateix dia que va morir el jugador de bàsquet Kobe Bryant, pel qual l'Alicia Keys i els Boyz II Men van dedicar-li el tema musical "It's So Hard to Say Goodbye to Yesterday" ("És tan difícil dir adéu al demà").

## Guardons i nominacions
Els guanyadors i les guanyadores del 62ns Premis Grammy, en ordre de llista per categories i remarcats en negreta, són els i les següents:

### Llatina
Millor àlbum de pop llatí
- #El disco (Col·laboracio de Judit Neddermann) - Alejandro Sanz

Millor àlbum de rock llatí, urbà o alternatiu
- El mal querer - Rosalía

Millor àlbum de música mexicana regional
- De ayer para siempre - Mariatxi Los Camperos

Millor àlbum llatí tropical
- Opus - Marc Anthony (Empat)
- A Journey Through Cuban Music - Aymée Nuviola (Empat)

### Música tradicional estatunidenca
Millor interpretació de música tradicional estatunidenca
- "Saint Honesty" - Sara Bareilles

Millor peça musical tradicional estatunidenca
- "Call My Name" - I'm with Her

Millor àlbum d'americana
- Oklahoma - Keb' Mo'

Millor àlbum de bluegrass
- Tall Fiddler - Michael Cleveland

Millor àlbum de blues contemporani
- This Land - Gary Clark Jr.

Millor àlbum de blues tradicional
- Tall, Dark, and Handsome – Delbert McClinton, Self-Made Men i Dana

Millor àlbum de folk
- Patty Griffin – Patty Griffin

Millor àlbum de música regional tradicional
- Good Time – Ranky Tanky

### Reggae
Millor àlbum de reggae
- Rapture – Koffee
- As I Am – Julian Marley
- The Final Battle: Sly & Robbie vs. Roots Radics – Sly and Robbie i Roots Radics
- Mass Manipulation – Steel Pulse
- More Work to Be Done – Third World

### Música universal
Millor àlbum de música universal
- Celia – Angélique Kidjo
- Gece – Altın Gün
- What Heat – Bokanté i Metropole Orkest
- African Giant – Burna Boy
- Fanm d'Ayiti – Nathalie Joachim i Spektral Quartet

### Música infantil
Millor àlbum de música infantil
- Ageless: Songs for the Child Archetype – Jon Samson
- Flying High! – Caspar Babypants
- I Love Rainy Days – Daniel Tashian
- The Love – Alphabet Rockers
- Winterland – The Okee Dokee Brothers

### Paraula parlada
Millor àlbum parlat
- Becoming – Michelle Obama
- Beastie Boys Book – Michael Diamond i Adam Horovitz
- I.V. Catatonia: 20 Years as a Two-Time Cancer Survivor – Eric Alexandrakis
- Mr. Know-It-All – John Waters
- Sekou Andrews & The String Theory – Sekou Andrews i The String Theory

### Comèdia
Millor àlbum de comèdia
- Sticks & Stones – Dave Chappelle
- Quality Time – Jim Gaffigan
- Relatable – Ellen DeGeneres
- Right Now – Aziz Ansari
- Son of Patricia – Trevor Noah

### Teatre musical
Millor àlbum de teatre musical
- Hadestown – Principals solistes: Reeve Carney, André De Shields, Amber Gray, Eva Noblezada i Patrick Page. Productors/es: Mara Isaacs, David Lai, Anaïs Mitchell i Todd Sickafoose
- Ain't Too Proud: The Life and Times of The Temptations – Principals solistes: Saint Aubyn, Derrick Baskin, James Harkness, Jawan M. Jackson, Jeremy Pope i Ephraim Sykes. Productor: Scott M. Riesett
- Moulin Rouge! The Musical – Principal solistes: Danny Burstein, Tam Mutu, Sahr Ngaujah, Karen Olivo i Aaron Tveit. Productors: Justin Levine, Baz Luhrmann, Matt Stine i Alex Timbers
- Harry Potter i el llegat maleït – Imogen Heap
- Oklahoma! – Principals solistes: Damon Daunno, Rebecca Naomi Jones, Ali Stroker, Mary Testa i Patrick Vaill. Productors: Daniel Kluger i Dean Sharenow.

### Música per a suports visuals
Millor banda sonora recopilatòria per a suports visuals
- A Star Is Born – Lady Gaga i Bradley Cooper
  - Productors/es: Paul "DJWS" Blair, Bradley Cooper, Lady Gaga, Nick Monson, Lukas Nelson, Mark Nilan Jr. i Benjamin Rice. Supervisores musicals: Julianne Jordan i Julia Michels
- El rei lleó – Varis artistes
  - Productors: Jon Favreau i Hans Zimmer
- Once Upon a Time in Hollywood – Varis artistes
  - Productor: Quentin Tarantino. Supervisora musical: Mary Ramos
- Rocketman – Taron Egerton
  - Productor: Giles Martin
- Spider-Man: Un nou univers – Varis artistes
  - Productores: Spring Aspers i Dana Sano. Supervisor musical: Kier Lehman

Millor partitura de banda sonora per a suports visuals
- Txernòbil – Hildur Guðnadóttir
- Avengers: Endgame – Alan Silvestri
- Vuitena temporada de Game of Thrones – Ramin Djawadi
- El rei lleó – Hans Zimmer
- Mary Poppins Returns – Marc Shaiman

## Nominades i premiades dels Països Catalans
La 92a edició dels Premis Grammy va ser molt important pel prestigi de la música i la llengua dels Països Catalans, ja que en aquesta gala hi va haver una col·laboració en un guardó, dues nominacions i un Premi Grammy per a dues artistes dels Països Catalans. Aquestes artistes i els fets que tenen a veure amb la llengua catalana són les següent:
La Judit Neddermann de Vilassar de Mar va col·laborar en una peça musical de l'àlbum #El Disco d'Alejandro Sanz, premiat amb un Grammy. La seva col·laboració és d'un duet amb el guanyador del Grammy en un tema musical anomenat Este Segundo, la lletra del qual és bilingüe en espanyol i català, cosa que en fa la primera obra de la història, parcialment en català, guanyadora d'un Grammy.
Tanmateix, la gran estrella catalana de la nit va ser Rosalía de Sant Esteve Sesrovires, la qual sent nominada a dos guardons, en va obtenir un i, a més, va ser la primera artista de la històra dels Premis Grammy en fer servir el català públicament en la cerimònia per dirigir-se i agrair a la seva família.
| Nom              | Categoria                                     | Cançó/Àlbum                               | Resultat                         | Ref    |
| ---------------- | --------------------------------------------- | ----------------------------------------- | -------------------------------- | ------ |
| Judit Neddermann | Millor àlbum de pop llatí                     | Alejandro Sanz - #El Disco "Este segundo" | Col·laboradora d'àlbum guanyador | [ 9 ]  |
| Rosalía          | Millor nova artista                           | Rosalía                                   | Nominada                         | [ 10 ] |
| Rosalía          | Millor àlbum de rock llatí, urbà o alternatiu | El mal querer                             | Guanyadora                       | [ 11 ] |